# 冠動脈のShaher分類
冠動脈のShaher分類とは、完全大血管転位症（cTGA）における冠動脈走行の形態を分類したものである。cTGAの解剖学的根治術であるジャテン手術を行う際には冠動脈を大動脈起始部から肺動脈（＝新大動脈）に移植する必要があるため、その走行形態を正しく認識することが必須となる。

## 分類
Shaher分類では、冠動脈の走行を以下の9通りに分類し、そのうちの一部は更に細分類される
- Shaher 1型

左冠動脈（LCA）と右冠動脈（RCA）がそれぞれ別個に起始し、LCAが左前下行枝（LAD）と回旋枝（CX）に分岐する形態。
- Shaher 2型

CXとRCAが同じ弁尖から起始、もしくはCXがRCAから分岐し、LADのみ別の弁尖から起始する形態。
- Shaher 3型

単冠動脈の形態。起始する場所と、その後の走行・分岐により4つに分類される。
- Shaher 4型

1本の冠動脈が分岐しLAD領域ともう一方は大動脈の前方を回ってRCA領域に向かって走行し、CXは別の弁尖から単独で起始している形態。
- Shaher 5型

2本の冠動脈が同じ弁尖から起始する形態。更に4通りに細分される。Shaher 5dはジャテン手術の適応にならない。
- Shaher 6型

1本のLADと、もう1本の冠動脈が分岐してRCA領域とCXにも枝をだしている形態。
- Shaher 7型

単冠動脈に加えて小さな分枝がもう1本起始している形態。
- Shaher 8型

Shaher 1と似ているが、RCAからもCX領域への分枝が出ている形態。
- Shaher 9型

1本の冠動脈が肺動脈の後方を回ってCXとLADに分岐し、別の弁尖から起始したもう1本の冠動脈が大動脈の前方を回ってRCA領域に灌流する形態。

## 頻度
それぞれの分類の発生頻度は、Shaher 1型が66.9%、2型が16.1%、3型が全て合わせて5.6%、4型が4.2%で、1型から4型が大半を占めている。